# Pyracmon ctenicerae
Pyracmon ctenicerae är en stekelart som beskrevs av Barron och Walley 1983. Pyracmon ctenicerae ingår i släktet Pyracmon och familjen brokparasitsteklar. Inga underarter finns listade i Catalogue of Life.